# 亞美尼亞—美國關係
亞美尼亞－美國關係，是指歷史上的亞美尼亞和美國（包括現在亞美尼亞共和國與美利堅合眾國）之間的雙邊關係。據記載，1618年已有亞美尼亞人移民到當時的十三殖民地。而現代的美國和亞美尼亞則於1992年建交。

## 歷史

### 亞美尼亞大屠殺之前

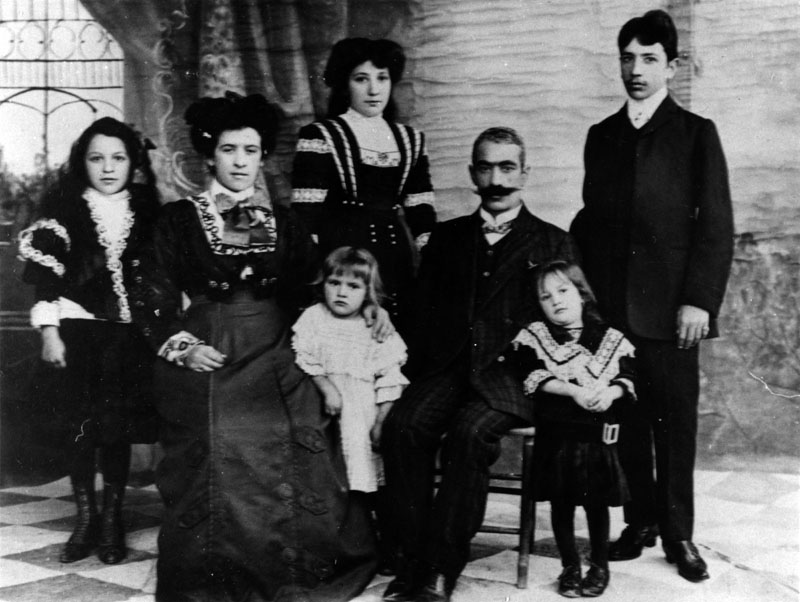
居於波士頓的亞美尼亞家庭，攝於1908年

根據歷史記載，亞美尼亞人馬丁於1618年移民到當時英屬美利堅的維珍尼亞殖民地（即今維珍尼亞州）詹姆斯鎮，成為首位移居美國的亞美尼亞人。1870年代，在紐約、普羅維登斯和伍斯特均曾出現小型亞美尼亞人社群。至1880年代末，移民美國的亞美尼亞人已增至1,500人，對比1870年代末期的70人增加21倍。這些移居美國的亞美尼亞人大部份是鄂圖曼帝國美國福音派傳教團的年輕男性學生，亦有一部份來自哈爾普特省。1891年，亞美尼亞教會在美國的首間教堂於伍斯特開辦。

### 亞美尼亞大屠殺至二戰爆發
1894年，鄂圖曼帝國開始屠殺亞美尼亞人，導致亞美尼亞人大規模遷徙至美國。在大屠殺開始之前，移民美國的亞美尼亞人的人數約為1,500人至3,000人，在大屠殺開始後在1890年代已有約12,000人移居美國。這些亞美尼亞人多數聚居在美國東岸城市，如紐約、伍斯特、普羅維登斯和波士頓，但亦有部份亞美尼亞人因土地適合務農而移居至加利福尼亞州弗雷斯诺。
在第一次世界大戰爆發前，已有60,000名亞美尼亞人移居美國，其後因亞美尼亞種族大屠殺愈趨激烈而令在美亞美尼亞人數目有所上升。當時，美國人對亞美尼亞人的歧視尤為常見，居於加州中部的亞美尼亞人更被當地人稱為「弗雷斯諾印第安人」或「下等猶太人」。1920年代中期，由於美國實施移民限制，亞美尼亞人移居美國的人數開始減少。在美亞美尼亞人的增加亦促成了在美亞美尼亞人社區和組織的出現。1920年代，住在郊區的在美亞美尼亞人開始遷入城市居住。

### 二戰爆發至亞美尼亞獨立

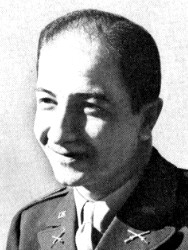
獲頒荣誉勋章的亞美尼亞裔美軍士兵耶爾涅斯特·傑爾維尚

在第二次世界大戰期間，作為蘇聯的加盟國，亞美尼亞加入同盟國。亞美尼亞亦因此與美國成為同盟。當時在美亞美尼亞人亦加入美軍參加戰爭。其中耶爾涅斯特·傑爾維尚更獲頒荣誉勋章。
1948年，美國通過《流离失所者法》，允許二戰時的流离失所者移民美國。由1944年至1952年間，共有4,739名亞美尼亞人移民美國，其中很多亞美尼亞人是透過佐治·馬爾季基揚的美國援助亞美尼亞無家可歸者全國委員會的協助之下移民美國。
1956年，一批亞美尼亞大屠殺生還者在回國後因未能適應蘇聯的生活，而選擇移民包括美國在內的西方國家。自1956年至1989年間，在移居海外的亞美尼亞人中，有百分之八十移居美國，預計移民數目達77,000人。

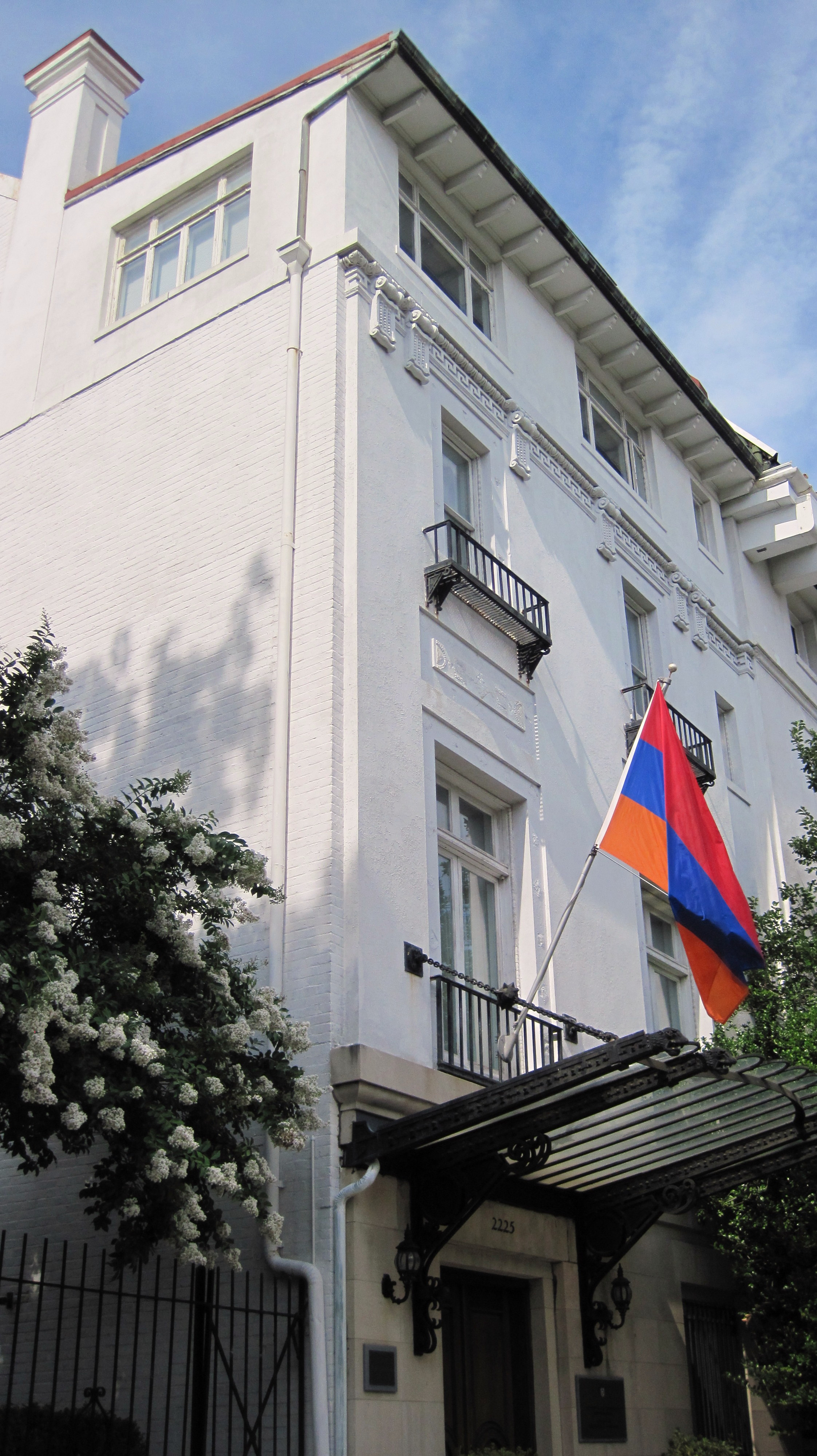
亞美尼亞駐美國大使館

1988年，亞美尼亞發生大地震，時任蘇聯共產黨中央委員會總書記米哈伊爾·戈爾巴喬夫請求美國總統朗奴·列根提供人道協助，獲美國同意。成為冷戰開始之後，蘇聯首次向美國提出人道援助請求，亦是蘇聯首次接受美國政府和私營機構的援助，其中美國西方石油公司董事長阿莫德·哈默更親自前赴亞美尼亞救災。
1991年亞美尼亞獨立公投時，美國國會曾派出觀察團觀察選舉。

### 亞美尼亞獨立之後
1991年8月23日，亞美尼亞脫離蘇聯獨立，美國於翌年與亞美尼亞建立外交關係。
1994年8月，時任亞美尼亞總統列翁·特爾-彼得羅相訪問美國，成為亞美尼亞獨立後首位訪美的亞美尼亞國家元首。1997年1月，時任亞美尼亞總理阿爾緬·薩爾基相訪問美國，成為首位訪美的亞美尼亞政府首腦。而截至2015年8月美國訪問亞美尼亞的最高級官員是美國國務卿，而最早訪問亞美尼亞的美國國務卿是詹姆斯·貝克，他在1992年2月訪問亞美尼亞。
截至2015年8月，除德薩斯州、懷俄明州、愛荷華州、印第安納州、西維珍尼亞州、亞拉巴馬州和密西西比州之外，其餘美國州份均已承認亞美尼亞大屠殺，其中羅德島州更自1999年起每年在州眾議院提出議案。2021年4月24日，美國總統喬·拜登在亞美尼亞大屠殺紀念日發出聲明，紀念当年大屠杀的死難者，亚美尼亚政府对此表示感谢。這是首次有美國總統在聲明中正式承認奧斯曼帝國對亞美尼亞人的屠殺是种族灭绝。

## 經貿關係
- 亞美尼亞到美國的出口貿易[20]
- 美國到亞美尼亞的出口貿易[21]

根據經濟複雜性研究中心網站上的數據，亞美尼亞對美國本土出口額大致上升，1995年亞美尼亞曾出口以精煉石油為主，總值1570萬美元的商品至美國本土，但至1996年亞美尼亞對美國本土的出口額下跌至120萬美元。其後開始上升。上升早期，亞美尼亞主要出口紡織品至美國本土，至1999年貴金屬成為亞美尼亞出口美國本土的主要商品，至2009年金屬成為亞美尼亞出口美國本土的主要商品。2011年，亞美尼亞對美國本土的出口額曾達最高的1.03億美元，其後在2012年回落至9010萬美元。
而美國本土對亞美尼亞的出口額波動則較大，1997年美國本土對亞美尼亞的出口額為1.1億美元，但至1998年又跌至3040萬美元。1990年代，美國本土主要向亞美尼亞出口蔬菜製品，自1998年起美國本土出口亞美尼亞的商品開始多元化，主要是化工產品、貴金屬和牲畜。美國本土對亞美尼亞的出口額在2008年達至最高點，當年出口額為1.74億美元。
2004年，美國給予亞美尼亞永久性正常貿易關係。2015年5月7日，美國和亞美尼亞簽訂《貿易與投資框架協議》。

## 文化關係
美國首間亞美尼亞教堂在1891年創立，其後美國亞美尼亞傳教士協會亦在亞美尼亞興建了兩座教堂。

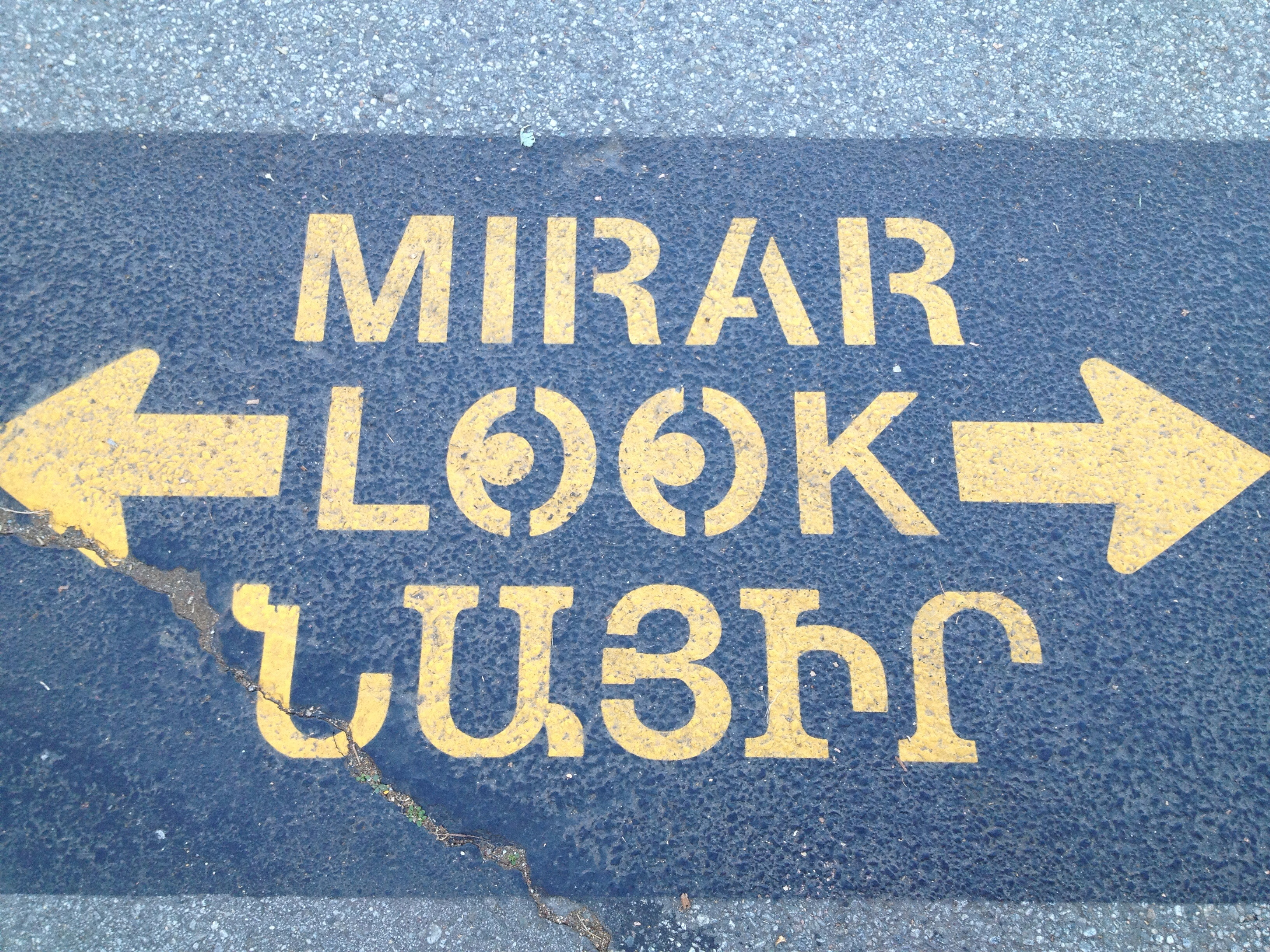
美國加州格倫代爾的三語道路標示，當中包括亞美尼亞語。

亞美尼亞裔美國人是歐裔美國人中同化度較少的種族之一。超過一半移居美國的亞美尼亞人仍能說亞美尼亞語。而根據2000年美國人口普查，202,708人使用亞美尼亞語作為家用語言。
在洛杉磯及其他亞美尼亞人聚居的美國城市亦有部份亞美尼亞餐館。

## 援助
美國在民主、經濟及社會改革方面給予亞美尼亞援助。美國有時亦會向亞美尼亞提供額外援助，並稱此乃維持地區和平及繁榮，以及解決地區緊張局勢的舉動。

### 腳注
1. 1 2  Bakalian 1993，第33頁.
2. ↑  Papazian, Dennis. . Journal of Eastern Christian Studies (University of Michigan-Dearborn). 2000, 52 (3-4): 311–347  [2012-11-25]. doi:10.2143/JECS.52.3.565605. （原始内容存档于2013-11-05）.
3. ↑  Blake, William D. . Ulrichsville, Ohio: Barbour Pub. 2011: 18. ISBN 978-1-60260-646-3.
4. ↑  Malcom 1919，第71頁.
5. 1 2  Bakalian 1993，第13頁.
6. ↑  Avakian 1977，第40頁.
7. ↑  Bakalian 1993，第9頁.
8. ↑  Bakalian 1993，第10頁.
9. ↑  Tashjian, James H. . Boston: Harenik Association. 1952: 70.
10. ↑  Peroomian & Avakian 2003，第34頁.
11. ↑  Peroomian & Avakian 2003，第37頁.
12. ↑  Münz, Rainer. . London: Frank Cass. 2003: 160. ISBN 978-0-7146-5232-0.
13. ↑  新華社. . 人民日報. 1988-12-11: 6 （中文（中国大陆））.
14. ↑  United States Congress. . United States Congress. ISBN 016084682X.
15. 1 2  . U.S. Department of State. 2015-03-20  [2015-08-30]. （原始内容存档于2013-01-08）.
16. 1 2 3 4 5  . Embassy of Armenia in the United States of America. 2015-07-07  [2015-08-30]. （原始内容存档于2020-02-14）.
17. 1 2  . Armenian National Committee of America.   [2015-08-30]. （原始内容存档于2015-08-18）.
18. ↑  . whitehouse.gov. 2021-04-24  [2021-04-27]. （原始内容存档于2021-04-24）.
19. ↑  . BBC. 2021-04-25  [2021-04-27]. （原始内容存档于2021-05-05）.
20. 1 2 3 4  Alexander Simoes. . Observatory of Economic Complexity.   [2015-08-30].
21. 1 2 3  Alexander Simoes. . Observatory of Economic Complexity.   [2015-08-30].
22. ↑  Alexander Simoes. . Observatory of Economic Complexity.   [2015-07-29].
23. ↑  Alexander Simoes. . Observatory of Economic Complexity.   [2015-08-30].
24. ↑  Alexander Simoes. . Observatory of Economic Complexity.   [2015-08-30].
25. ↑  Alexander Simoes. . Observatory of Economic Complexity.   [2015-08-30].
26. ↑  Alexander Simoes. . Observatory of Economic Complexity.   [2015-08-30].
27. ↑  Alexander Simoes. . Observatory of Economic Complexity.   [2015-08-30].
28. ↑  Alexander Simoes. . Observatory of Economic Complexity.   [2015-08-30].
29. ↑  . Armenian Missionary Association of America, Inc.   [2015-08-30]. （原始内容存档于2016-03-04）.
30. ↑   (PDF). United States Census Bureau.   [17 December 2012].
31. ↑   (PDF). United States Census Bureau. 2003-02-25  [2012-08-18]. （原始内容存档 (PDF)于2019-04-11）.